# Valice (Uskoplje, BiH)
Valice su naseljeno mjesto u općini Uskoplje, Federacija Bosne i Hercegovine, BiH.
Nalaze se na jugozapadu općine, u Privoru.

## Stanovništvo

### 1991.
Nacionalni sastav stanovništva 1991. godine, bio je sljedeći:
ukupno: 97
- Muslimani - 97

### 2013.
Nacionalni sastav stanovništva 2013. godine, bio je sljedeći:
ukupno: 77
- Bošnjaci - 77